# Leslie Charteris
Leslie Charteris, nascut Leslie Charles Bowyer-Yin, (Singapur, 12 de maig de 1907 - Windsor, 15 d'abril de 1993), va ser un autor britànic-xinès de ficció d'aventures, així com guionista. Va ser conegut sobretot pels seus nombrosos llibres que narraven les aventures del seu heroi Simon Templar, àlies " El Sant ".

## Primers anys de vida
Charteris va néixer Leslie Charles Bowyer-Yin, a Singapur. La seva mare, Lydia Florence Bowyer, era anglesa. El seu pare, el doctor S.C. Yin (Yin Suat Chuan, 1877–1958), va ser un metge xinès que va afirmar poder rastrejar el seu llinatge fins als emperadors de la dinastia Shang.
Leslie es va interessar per escriure a una edat primerenca. En un moment donat, va crear la seva pròpia revista amb articles, contes, poemes, editorials, sèries i fins i tot una tira còmica. Va assistir a l'escola Saint Andrew's de Singapur, i després de traslladar-se a Anglaterra, a la Rossall School de Fleetwood.
El 1926, Leslie va canviar legalment el seu cognom a "Charteris". Al documental de la BBC Radio 4 Leslie Charteris – A Saintly Centennial, la seva filla va declarar que havia seleccionat el nom d'una guia telefònica. Tanmateix, aquesta informació es contradiu amb altres fonts. William Ruehlmann (autor de Saint with a Gun: The Illawful American Private Eye, en una introducció a l'edició de 1988 de The Saint in New York, "Va adquirir..., el 1928, el nom legal de Charteris, a partir del coronel Francis, jugador, duelista i fundador del Hellfire Club" (confonent el coronel Francis Charteris amb Francis Dashwood, fundador del Hellfire Club).

## Carrera
Charteris va escriure el seu primer llibre durant el seu primer any al King's College de Cambridge. Un cop acceptat, va abandonar la universitat i es va embarcar en una nova carrera, motivada pel desig de no ser convencional i de guanyar-se econòmicament fent allò que li agradava fer. Va continuar escrivint històries de thriller britànics mentre treballava en diverses feines, des d'enviar en un vaixell de càrrega fins a treballar com a barman en una hostal rural. Va buscar or, va bussejar per buscar perles, va treballar en una mina i en una plantació de cautxú, va recórrer Gran Bretanya amb un carnaval i va conduir un autobús.

### Origen de Simon Templer
La tercera novel·la de Charteris, Meet the Tiger (1928), va presentar la seva creació més famosa, Simon Templar. Tanmateix, en la seva introducció de 1980 a una reimpressió de Charter Books, Charteris va indicar que no estava satisfet amb l'obra, suggerint que el seu únic valor era l'inici de la llarga sèrie de "El Sant". De tant en tant, va optar per ignorar per complet l'existència de Meet the Tiger i va afirmar que la sèrie El Sant en realitat va començar amb el segon volum, Enter the Saint (1930); un exemple d'això es pot trobar a la introducció que Charteris va escriure a una edició de principis dels anys 60 d'Enter the Saint publicada per Fiction Publishing Company (una impressió de Doubleday).
Charteris va escriure alguns altres llibres, inclosa una novel·lització del seu guió per a la comèdia de misteri de Deanna Durbin Lady on a Train, i la traducció a l'anglès de Juan Belmonte, matador de toros : su vida y sus hazañas de Manuel Chaves Nogales. No obstant això, la seva obra vital, almenys en el món literari, va consistir principalment en aventures de Simon Templar, El Sant, que es van presentar en formats de novel·la, relats i contes durant els següents 35 anys. A partir de 1963, altres autors van escriure les històries de manera fantasma, mentre que Charteris va fer d'editor, aprovant històries i fent revisions quan calia.

### Arribada als Estats Units
Charteris es va traslladar als Estats Units el 1932, on va continuar publicant contes i també es va convertir en escriptor per la Paramount Pictures, treballant a la pel·lícula de George Raft, Midnight Club. Charteris també va escriure guions per al còmic del diari d'Alex Raymond Agent secret X-9 entre 1935 i 1936. Una història va ser dibuixada per Raymond, i les altres dues pel successor de Raymond, Charles Flanders.
No obstant això, Charteris va ser exclòs de la residència permanent als Estats Units a causa de la Llei d'exclusió xinesa, una llei que prohibia la immigració per a persones de "50% o més" de sang oriental. Com a resultat, Charteris es va veure obligat contínuament a renovar el seu visat de visitant temporal de sis mesos. Finalment, un acte del Congrés va concedir personalment a la seva filla i a ell el dret de residència permanent als Estats Units, amb elegibilitat per a la naturalització, que va completar més tard el 1946.

### Altres activitats
El 1936, Charteris era un passatger del viatge inaugural del Hindenburg. A Amèrica, El Sant es va convertir en una sèrie de ràdio protagonitzada per Vincent Price. A la dècada de 1940, Charteris, a més de continuar escrivint històries de El Sant, va escriure la sèrie de ràdio Sherlock Holmes amb Basil Rathbone i Nigel Bruce. El 1941, Charteris va aparèixer en una adaptació fotogràfica de Life d'un conte breu de El Sant, amb ell mateix interpretant de Simon Templar.

### El Sant a les pel·lícules
L'èxit a llarg termini va eludir la creació de Charteris fora de l'àmbit literari fins que RKO va produir una sèrie de vuit pel·lícules entre 1938 i 1943: The Saint in New York (1938) amb Louis Hayward com El Sant; The Saint Strikes Back (1939), The Saint in London (1939), The Saint's Double Trouble (1940), The Saint Takes Over (1940) i The Saint in Palm Springs (1941), tots amb George Sanders com a El Sant. Un altre britànic, Hugh Sinclair, va assumir el paper a The Saint's Vacation (filmat per l'estudi britànic de RKO el 1941) i The Saint Meets the Tiger (de nou produït per RKO el 1941, però es va deixar de banda fins que Republic Pictures el va estrenar el 1943).
Una novena pel·lícula, The Saint's Return (coneguda com The Saint's Girl Friday als Estats Units) de 1953, amb Louis Hayward tornant a fer de protagonista, de vegades es considera part de la sèrie RKO. No obstant això, va ser produït per Hammer Film Productions, basant-se en un acord especial entre Hammer Films i Leslie Charteris, que va donar a Charteris un percentatge a la pel·lícula. RKO només va actuar com a distribuïdor estatunidenc de la pel·lícula, sis mesos després de l'estrena al Regne Unit.
Tant George Sanders com Leslie Charteris tenien queixes sobre les pel·lícules de El Sant; Sanders perquè no li agradava fer el mateix paper una vegada i una altra, i Charteris per les llibertats que es prenien els guionistes. RKO va deixar caure la sèrie i la va substituir per The Falcon, un altre detectiu aficionat interpretat per Sanders. Charteris va veure això com una estratagema per privar-lo dels seus drets d'autor i va demandar a RKO. Sanders va abandonar la sèrie Falcon després de tres pel·lícules, i va ser substituït pel seu germà, Tom Conway.
El 1997 es va estrenar una pel·lícula basada en el personatge simplement titulada El sant amb Val Kilmer en el paper principal.

### El Sant a la televisió
Entre 1962 i 1969, la sèrie de televisió de producció britànica The Saint va entrar en producció amb Roger Moore en el paper de Simon Templar.
Molts episodis de la sèrie de televisió es van basar en històries curtes de Charteris. Més tard, a mesura que es van encarregar els guions originals, Charteris va permetre que alguns d'aquests guions fossin novel·lats i van ser publicats com a noves aventures de El Sant en forma impresa (aquests llibres posteriors, amb títols com The Saint on TV i The Saint and the Fiction Makers, es van publicar el nom de Charteris com a autor, però de fet van ser escrits per altres). Charteris va viure per veure una segona sèrie de televisió britànica, Return of the Saint protagonitzada per Ian Ogilvy com Simon Templar, que va gaudir d'una bona acollida, encara que breu, a finals de la dècada de 1970 (amb el mateix Charteris fent un cameo en un episodi) i, en la dècada de 1980, una sèrie de pel·lícules de televisió produïdes per una coproducció internacional i protagonitzada per Simon Dutton va mantenir viu l'interès per El Sant. A més, es va fer un intent desafortunat d'una sèrie de televisió dels anys 80 als Estats Units, que va provocar que només es produís i emetés un episodi pilot. També va produir el tema original de la sèrie, com es pot veure als crèdits finals.

## Vida posterior
Les aventures de El Sant van ser narrades en prop de 100 llibres (uns 50 publicats al Regne Unit i als EUA, amb d'altres publicats a França). El mateix Charteris es va allunyar d'escriure els llibres després de The Saint in the Sun (1963). L'any següent es va publicar Vendetta for the Saint i, tot i que va ser acreditat a Charteris, en realitat va ser escrit per l'escriptor de ciència-ficció Harry Harrison. Després de Vendetta van venir una sèrie de llibres que adaptaven episodis televisius, acreditats a Charteris, però escrits per altres, encara que Charteris va col3laborar en diversos llibres de Saint als anys setanta. Sembla que Charteris va exercir com a editor per a aquests volums posteriors. També va editar i col·laborar a The Saint Mystery Magazine, una publicació a mida de resum. L'últim llibre de la sèrie Saint va ser Salvage for the Saint, publicat el 1983. El 1997 es van publicar dos llibres addicionals, una novel·lització de la pel·lícula basada lliurement en el personatge i una novel·la original publicada per "The Saint Club", un club de fans que el mateix Charteris va fundar als anys trenta. Tots dos llibres van ser escrits per Burl Barer, que també va escriure la història definitiva sobre Charteris i El Sant .
Charteris va passar 55 anys (del 1928 al 1983) com a escriptor o custodi de les aventures literàries de Simon Templar, un dels períodes ininterromputs més llargs d'un sol autor en la història de la ficció de misteri, igual que el d'Agatha Christie, que va escriure les seves novel·les i contes. amb el detectiu Hercule Poirot.
Entre 1969 i 1991 es va produir a Suècia una adaptació al còmic de The Saint amb almenys 170 històries produïdes. Com a part del contracte, totes les idees de la història havien de ser aprovades pel mateix Charteris abans que la història es completés. Entre els creadors d'aquestes històries hi havia els escriptors Norman Worker i Donne Avenell; aquest últim també va coescriure les novel·les The Saint and the Templar Treasure i la col·lecció de novel·les Count on the Saint, mentre que Worker va col·laborar en la col·lecció de novel·les Catch the Saint .

## Vida personal i mort
Charteris també va escriure una columna sobre cuina per a una revista estatunidenca i va inventar un llenguatge de signes pictòric sense paraules anomenat Paleneo, sobre el qual va escriure un llibre. Charteris va ser un dels primers membres de Mensa.
Charteris es va casar quatre vegades. El 1952, finalment amb l'actriu de Hollywood Audrey Long (1922–2014); la parella finalment va tornar a Anglaterra, on va passar els seus últims anys vivint a Surrey. La seva adreça era Corfield, Ridgemead Road, Englefield Green. Va morir a l'Hospital Princess Margaret de Windsor, Berkshire, el 15 d'abril de 1993, sobreviscut per la seva dona i la seva filla, Patricia Charteris Higgins. Audrey va morir a Egham, Surrey el setembre de 2014, als 92 anys.